# Ciclismo ai Giochi della XXXI Olimpiade - Inseguimento a squadre maschile
Le gare di inseguimento a squadre maschile dei Giochi della XXXI Olimpiade si sono disputate l'11 e 12 agosto al Velódromo Municipal. Il Regno Unito ha stabilito i nuovi record olimpici e mondiali sia nella manche che nella finale; la loro medaglia d'oro ha reso Bradley Wiggins l'olimpionico britannico più decorato.
Le medaglie sono state consegnate da James Tomkins, membro del CIO Australia e Brian Cookson, presidente dell'UCI.
La competizione ha visto la partecipazione di 8 squadre composte da 4 atleti ciascuna.

## Programma
Tutti gli orari sono UTC-3
| Data           | Turno          |
| -------------- | -------------- |
| 11 agosto 2016 | Qualificazioni |
| 12 agosto 2016 | Semifinali     |
| 12 agosto 2016 | Finale         |

## Record
Prima della competizione il record del mondo e il record olimpico erano i seguenti:
| Record mondiale | 3:51.659 | Gran Bretagna | 3 agosto 2012 Londra, Regno Unito |
| Record olimpico | 3:51.659 | Gran Bretagna | 3 agosto 2012 Londra, Regno Unito |

## Regolamento
Nell'inseguimento a squadre, due team si sfidano su 16 giri (4 km) partendo da due punti diametralmente opposti sui due rettilinei della pista. Vince chi per primo raggiunge l'avversario o chi copre la distanza nel minor tempo. Il tempo si prende sul terzo ciclista all'arrivo.
La competizione si svolge in tre turni:
- Qualificazioni: Nelle qualificazioni le squadre scendono in pista una a una per stabilire, analogamente ad una comune gara a cronometro, il loro tempo di qualifica.
- Semifinale: Gli autori dei quattro migliori tempi in assoluto affrontano le prove ad eliminazione diretta: vengono cioè accoppiati per le semifinali; le vincitrici si sfideranno per la medaglia d'oro.
- Finale: 4 turni di 2 squadre, con la finale per 1º-2º posto che determinerà la vincente della medaglia d'oro, la finale per il 3º-4º posto; quella per il 5º-6º posto e quella per il 7º-8º posto.

## Risultati

### Qualificazioni
| Pos. | Paese         | Ciclisti                                                        | Tempo    | Note            |
| ---- | ------------- | --------------------------------------------------------------- | -------- | --------------- |
| 1    | Gran Bretagna | Ed Clancy Steven Burke Owain Doull Bradley Wiggins              | 3:50.570 | Record mondiale |
| 2    | Australia     | Alexander Edmondson Michael Hepburn Callum Scotson Sam Welsford | 3:53.429 |                 |
| 3    | Danimarca     | Lasse Norman Hansen Niklas Larsen Frederik Madsen Rasmus Quaade | 3:53.542 |                 |
| 4    | Nuova Zelanda | Pieter Bulling Aaron Gate Dylan Kennett Regan Gough             | 3:55.654 |                 |
| 5    | Italia        | Simone Consonni Liam Bertazzo Filippo Ganna Francesco Lamon     | 3:55.724 |                 |
| 6    | Germania      | Theo Reinhardt Nils Schomber Kersten Thiele Domenic Weinstein   | 3:56.903 |                 |
| 7    | Svizzera      | Olivier Beer Silvan Dillier Théry Schir Cyrille Thièry          | 4:03.580 |                 |
| 8    | Cina          | Fan Yang Liu Hao Qin Chenlu Shen Pingan                         | 4:04.420 |                 |

## Primo turno
| Pos. | Manche | Paese         | Ciclisti                                                        | Tempo    | Note |
| ---- | ------ | ------------- | --------------------------------------------------------------- | -------- | ---- |
| 1    | 4      | Gran Bretagna | Ed Clancy Steven Burke Owain Doull Bradley Wiggins              | 3:50.570 | Q1,  |
| 2    | 3      | Australia     | Alexander Edmondson Michael Hepburn Callum Scotson Sam Welsford | 3:53.429 | Q1   |
| 3    | 3      | Danimarca     | Lasse Norman Hansen Niklas Larsen Frederik Madsen Rasmus Quaade | 3:53.542 | Q3   |
| 4    | 4      | Nuova Zelanda | Pieter Bulling Aaron Gate Dylan Kennett Regan Gough             | 3:55.654 | Q3   |
| 5    | 2      | Italia        | Simone Consonni Liam Bertazzo Filippo Ganna Francesco Lamon     | 3:55.724 | Q5   |
| 6    | 1      | Germania      | Theo Reinhardt Nils Schomber Kersten Thiele Domenic Weinstein   | 3:56.903 | Q5   |
| 7    | 1      | Svizzera      | Olivier Beer Silvan Dillier Théry Schir Cyrille Thièry          | 4:03.580 | Q7   |
| 8    | 2      | Cina          | Fan Yang Liu Hao Qin Chenlu Shen Pingan                         | 4:04.420 | Q7   |

- Q1 = qualificata per la finale 1º posto
- Q3 = qualificata per la finale 3º posto
- Q5 = qualificata per la finale 5º posto
- Q7 = qualificata per la finale 7º posto

## Finali
Gara per l'oro
| Pos. | Paese         | Ciclisti                                                                     | Tempo    | Note            |
| ---- | ------------- | ---------------------------------------------------------------------------- | -------- | --------------- |
| 1    | Gran Bretagna | Ed Clancy Steven Burke Owain Doull Bradley Wiggins                           | 3'50"265 | Record mondiale |
| 2    | Australia     | Jack Bobridge Alexander Edmondson Jack Bobridge Michael Hepburn Sam Welsford | 3'51"008 |                 |

Gara per il bronzo
| Pos. | Paese         | Ciclisti                                                             | Tempo    | Note |
| ---- | ------------- | -------------------------------------------------------------------- | -------- | ---- |
| 3    | Danimarca     | Lasse Norman Hansen Niklas Larsen Frederik Madsen Casper von Folsach | 3'53"789 |      |
| 4    | Nuova Zelanda | Pieter Bulling Aaron Gate Dylan Kennett Regan Gough                  | 3:56.753 |      |